# Issenheim
Issenheim (német nevén: Isenheim) település Franciaországban, Haut-Rhin megyében. Lakosainak száma 3534 fő (2022. január 1.). Issenheim Bergholtz, Gundolsheim, Merxheim, Guebwiller, Soultz-Haut-Rhin és Raedersheim községekkel határos.

## Népesség
A település népességének változása:
| Lakosok száma | 3429 | 3467 | 3416 | 3412 | 3418 | 3449 | 3491 | 3534 |
|               | 2015 | 2016 | 2017 | 2018 | 2019 | 2020 | 2021 | 2022 |